# Van Nest Polglase
Van Nest Polglase (Brooklyn, 25 agosto 1898 – Los Angeles, 20 dicembre 1968) è stato uno scenografo statunitense.

## Biografia
Studiò da architetto e iniziò a lavorare negli anni venti come scenografo per la Famous Players-Lasky, il primo nome della Paramount, ove rimase fino agli anni trenta quando fu chiamato dalla RKO Pictures. Lavorò come scenografo a diversi film divenuti capolavori e fu candidato per ben sei volte all'Oscar alla migliore scenografia senza mai riuscire a vincerlo. Fra le sue opere si ricordano: Cerco il mio amore, sua prima candidatura nel 1934, commedia musicale con Fred Astaire e Ginger Rogers e Cappello a cilindro (1935), altro celeberrimo film con la coppia danzante e sua seconda candidatura. Ancora si ricordano: Un grande amore (1939), melodramma con Irene Dunne, quarta candidatura, Le mie due mogli (1940), che gli fruttò la quinta candidatura, Quarto potere (1941), che gli portò l'ultima, e Gilda (1946).
Si ritirò dalle scene a metà degli anni cinquanta e morì nel 1968 nell'incendio della sua casa.

## Filmografia parziale
- Teatromania (Stage Struck), regia di Allan Dwan (1925)
- The Animal Kingdom, regia di Edward H. Griffith (1932)
- Piccole donne (Little Women), regia di George Cukor (1933)
- Sogno d'estate (The Right to Romance), regia di Alfred Santell (1933)
- Carioca (Flying Down to Rio), regia di Thornton Freeland (1933)
- Stingari il bandito sentimentale (Stingaree), regia di William A. Wellman (1934)
- Argento vivo (Spitfire), regia di John Cromwell - architetto scenografo (con Carroll Clark) (1934)
- We're Rich Again, regia di William A. Seiter (1934)
- Bachelor Bait, regia di George Stevens (1934)
- Il treno fantasma (The Silver Streak), regia di Thomas Atkins (1934)
- Down to Their Last Yacht, regia di Paul Sloane (1934)
- Cerco il mio amore (The Gay Divorcee), regia di Mark Sandrich (1934)
- I tre moschettieri (The Three Musketeers), regia di Rowland V. Lee (1935)
- Jalna, regia di John Cromwell (1935)
- Roberta, regia di William A. Seiter (1935)
- Murder on a Bridle Path, regia di William Hamilton, Edward Killy (1936)
- Il fantino di Kent (The Ex-Mrs. Bradford), regia di Stephen Roberts (1936)
- The Last Outlaw, regia di Christy Cabanne (1936)
- La forza dell'amore (The Bride Walks Out), regia di Leigh Jason (1936)
- L'aratro e le stelle (The Plough and the Stars), regia di John Ford (1936)
- Adorazione (The Woman I Love), regia di Anatole Litvak (1937)
- The Life of the Party, regia di William A. Seiter (1937)
- Musica per signora (Music for Madame), regia di John G. Blystone (1937)
- Double Danger, regia di Lew Landers - scenografo (1938)
- Girandola (Carefree), regia di Mark Sandrich - architetto scenografo (1938)
- Gunga Din, regia di George Stevens (1939)
- La vita di Vernon e Irene Castle (The Story of Vernon and Irene Castle), regia di H.C. Potter (1939)
- Un grande amore (Love Affair), regia di Leo McCarey (1939)
- Il primo ribelle (Allegheny Uprising), regia di William A. Seiter (1939)
- Situazione imbarazzante (Bachelor Mother), regia di Garson Kanin (1939)
- Le mie due mogli (My Favorite Wife), regia di Garson Kanin (1940)
- Piccolo porto (Primrose Path), regia di Gregory La Cava (1940)
- Lo sconosciuto del terzo piano (Stranger on the Third Floor), regia di Boris Ingster (1940)
- Non desiderare la donna d'altri (They Knew What They Wanted), regia di Garson Kanin (1940)
- L'eterna armonia (A Song to Remember), regia di Charles Vidor - scenografo (1945)

## Galleria d'immagini

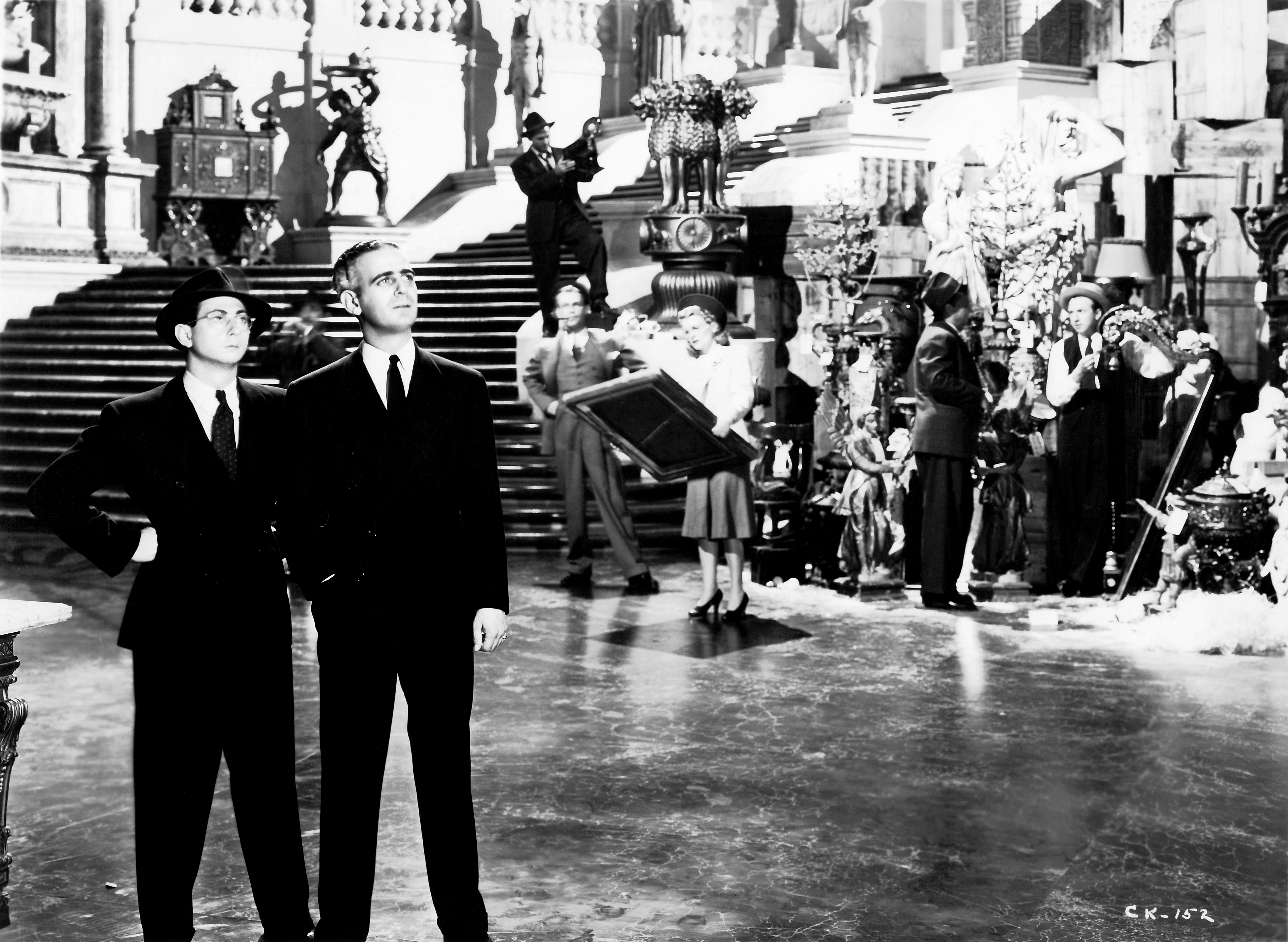
Quarto potere (1941)